# 멜라와티 언덕

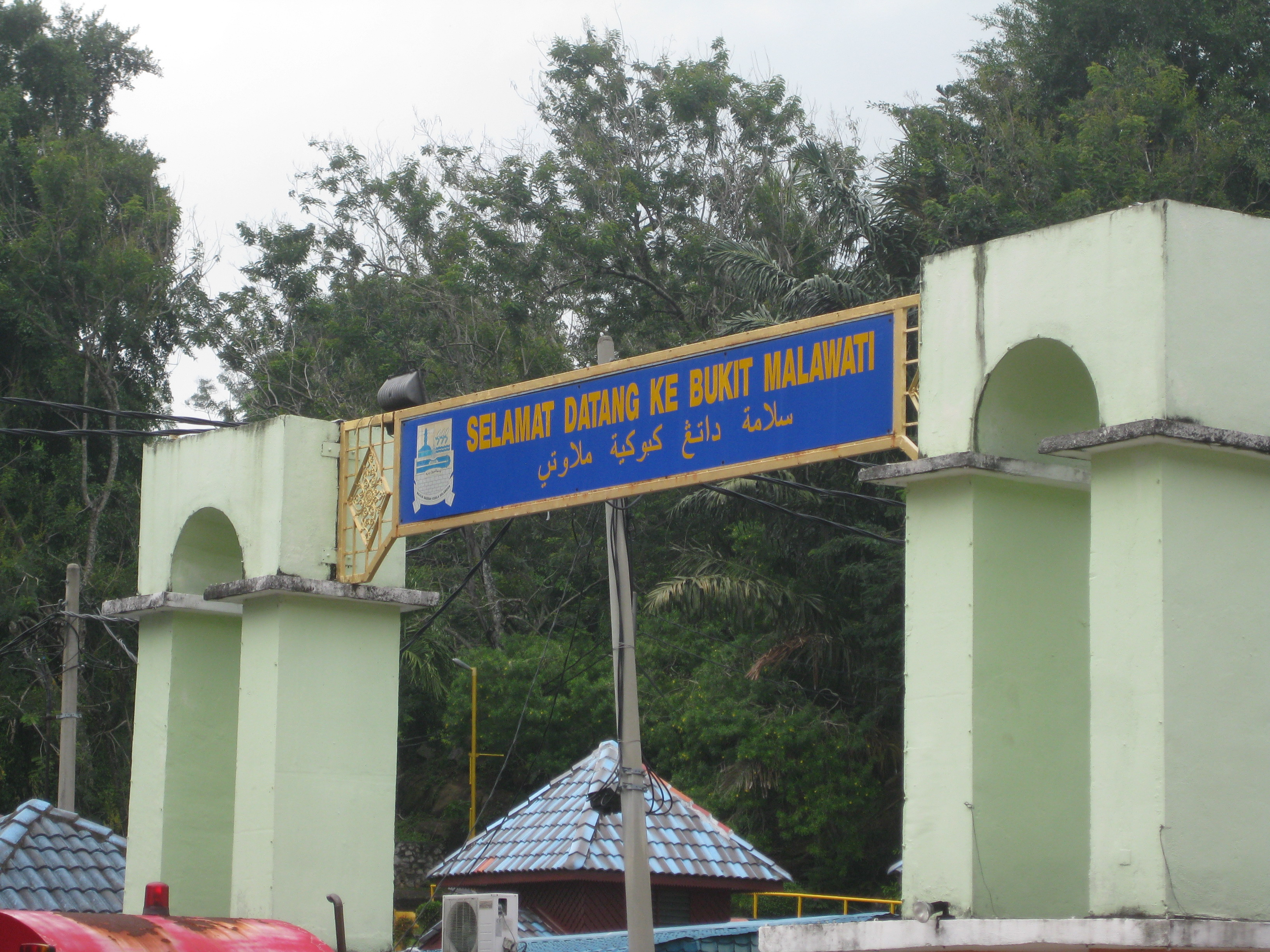
멜라와티 언덕의 입구

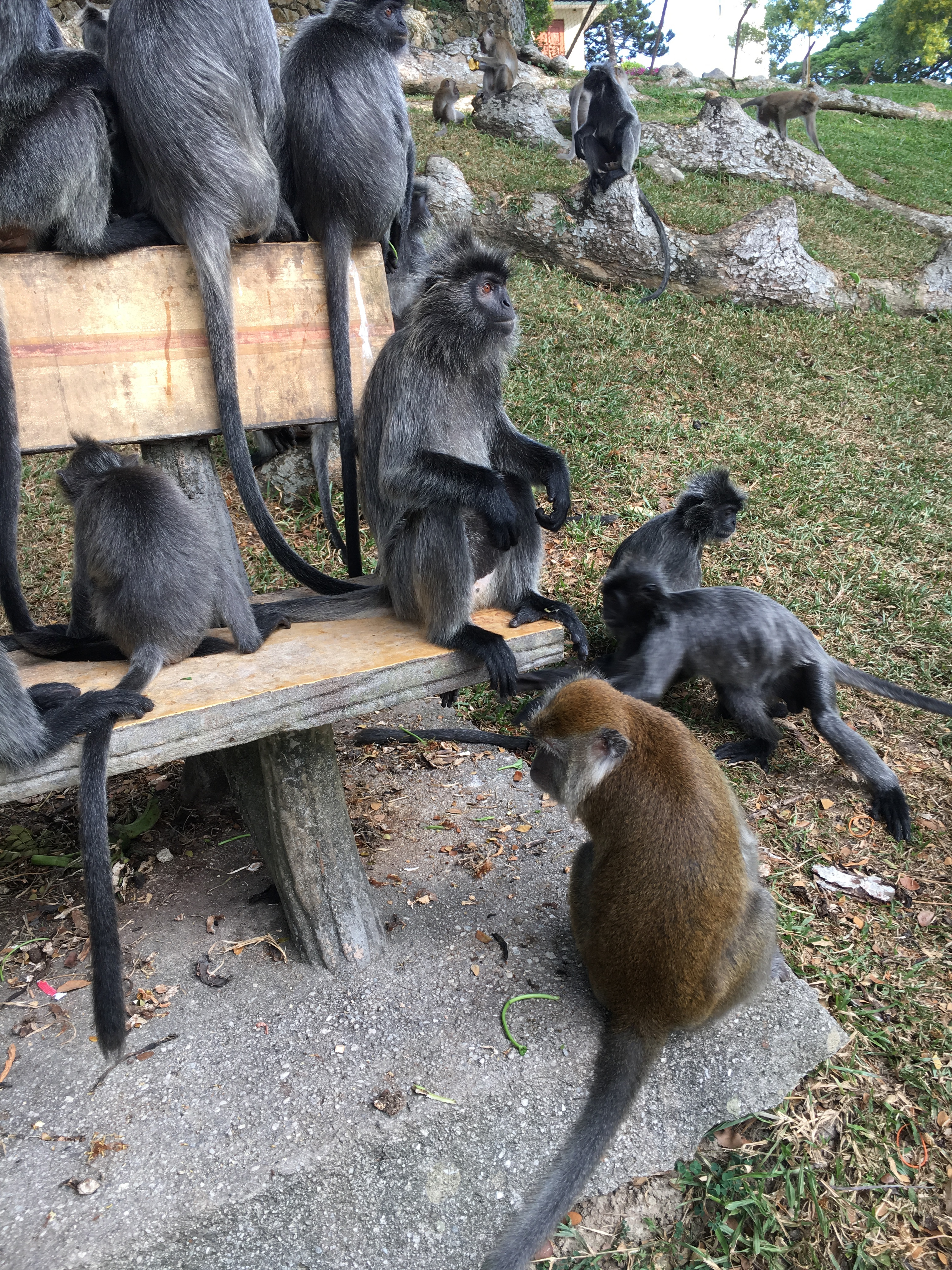
멜라와티 언덕의 원숭이들

멜라와티 언덕(말레이어: Bukit Melawati)은 말레이시아 슬랑오르주 쿠알라셀랑고르에 있는 언덕이다. 멜라와티 언덕는 인기있는 관광 명소 중 하나이다. 언덕에는 믈라카 해협을 바라볼 수 있을 뿐만 아니라 요새인 코타 멜라와티의 유적이 남아 있다. 이 요새는 1700년대 후반 슬랑오르 술탄 이브라힘 샤에 의해 네덜란드 침략자들을 막기 위해 지어졌지만 네덜란드는 이름을 알팅부르 요새로 바꾸었다. 술탄 이브라힘은 1785년 요새를 탈환했지만 결국 셀랑고르 내전에서 파괴되었다. 알팅스부르 등대는 1794년 네덜란드에 의해 지어졌다. 멜라와티 언덕의 또 다른 관광 요소로는 슬랑오르은색랑구르와 필리핀원숭이가 있다는 점이다. 이 원숭이들은 사람에게 음식을 구걸하며 때로는 관광객을 만지거나 올라타기도 한다. 언덕 주변의 명소로는 캄풍 쿠안탄 반딧불 공원, 쿠알라셀랑고르 자연공원이 있다.